# KNVB-Pokal 1917/18
Der KNVB-Pokal 1917/18 war die 20. Auflage des niederländischen Fußball-Pokalwettbewerbs. Pokalsieger wurde Zweitligist RC Heemstede. Das Team setzte sich im Finale gegen VVA Amsterdam durch.

## Modus
Alle Begegnungen wurden in einem Spiel ausgetragen. Bei unentschiedenem Ausgang kam die auswärts spielende Mannschaft eine Runde weiter.

## 1. Runde
| Datum      |                        | Ergebnis |                        |
| ---------- | ---------------------- | -------- | ---------------------- |
| 14.04.1918 | DVC Deventer           | 2:3      | HVV Helmond            |
| 14.04.1918 | CVV Velocitas Breda    | 5:0      | Ajax Leiden            |
| 14.04.1918 | Achilles 1894          | 1:4      | VVA Amsterdam          |
| 14.04.1918 | VV De Meeuwen          | 05:0 1   | SV Gouda               |
| 14.04.1918 | NAC Breda              | 05:0 1   | Steeds Voorwaarts      |
| 14.04.1918 | ZSC Zwolle             | 05:0 1   | Olympia Gouda          |
| 14.04.1918 | VV De Spartaan         | 9:1      | Wilhelmina Vooruit     |
| 14.04.1918 | HBS Craeyenhout        | 05:0 1   | HFC Haarlem            |
| 14.04.1918 | BMT Den Haag           | 3:1      | SV Kampong             |
| 14.04.1918 | UC & VV Hercules       | 1:2      | ZVV Zaandam            |
| 14.04.1918 | VV West Frisia         | 05:0 1   | Transvalia Rotterdam   |
| 14.04.1918 | BVV Wilhelmina         | 1:4      | RC Heemstede           |
| 14.04.1918 | Hertog Hendrik Arnheim | 05:0 1   | USC Rotterdam          |
| 14.04.1918 | MVV Maastricht         | 3:2      | Haarlemse FC EDO       |
| 14.04.1918 | DOS Utrecht            | 1:3      | VV Eindhoven           |
| 14.04.1918 | Fortuna Vlaardingen    | 00:5 1   | Zaanlandsche FC        |
| 14.04.1918 | Zwolsche AC            | 0:2      | EFC Prinses Wilhelmina |
| 14.04.1918 | Feijenoord Rotterdam   | 1:2      | Avanti Amsterdam       |
| 14.04.1918 | BSV Allen Weerbaar     | 1:1      | NOS Amsterdam          |
| 14.04.1918 | DEC Amsterdam          | 05:0 1   | Het Noorden Rotterdam  |
| 14.04.1918 | Sportclub Enschede     | 1:0      | RV & AV Neptunus       |
| 14.04.1918 | RV & AV Steeds Hooger  | 0:4      | MVAV Middelburg        |
| 14.04.1918 | Victoria Hilversum     | 05:0 1   | UFC Utrecht            |
| 14.04.1918 | HVV Tubantia           | 9:1      | AV De Sportman         |
| 14.04.1918 | Leonidas Rotterdam     | 1:2      | DSV Concordia Delft    |
| 14.04.1918 | Rapiditas Weesp        | 0:3      | Stormvogels IJmuiden   |
| 14.04.1918 | ODE Amsterdam          | 2:0      | CVV Vriendenschaar     |
| 14.04.1918 | VOC Rotterdam          | 4:1      | HBC Heemstede          |
| 14.04.1918 | Amstel Watergraafsmeer | 2:0      | Koninklijke HFC        |
| 14.04.1918 | SC Vlissingen          | 1:1      | GVV Unitas             |
| 14.04.1918 | VV Kinheim             | 05:0 1   | VVV-Venlo              |
| 14.04.1918 | PEC Zwolle             | 4:0      | ADO Den Haag           |
| 14.04.1918 | NEC Nijmegen           | 2:2      | Be Quick Zutphen       |
| 14.04.1918 | Quick Den Haag         | 0:1      | Dordrechtsche FC       |
| 14.04.1918 | VV Leiden              | 2:2      | TOGO Den Haag          |
| 14.04.1918 | RUC Amsterdam          | 1:4      | HVV Hengelo            |
| 21.04.1918 | BVV Baarn              | 1:2      | HVV Den Haag           |
| 21.04.1918 | RFC Xerxes             | 3:1      | MSV Maastricht         |
| 21.04.1918 | VUC Den Haag           | 05:0 1   | GVV Forward Groningen  |
|            | Ajax Amsterdam         | Freilos  |                        |

## Zwischenrunde
| Datum      |                     | Ergebnis |                        |
| ---------- | ------------------- | -------- | ---------------------- |
| 21.04.1918 | DEC Amsterdam       | 0:0      | GVV Unitas             |
| 21.04.1918 | HVV Helmond         | 0:2      | Ajax Amsterdam         |
| 21.04.1918 | RC Heemstede        | 11:10    | HBS Craeyenhout        |
| 21.04.1918 | MVAV Middelburg     | 1:0      | NOS Amsterdam          |
| 21.04.1918 | Victoria Hilversum  | 0:1      | EFC Prinses Wilhelmina |
| 21.04.1918 | DSV Concordia Delft | 0:2      | VOC Rotterdam          |
| 21.04.1918 | HVV Tubantia        | 4:1      | VV De Spartaan         |
| 21.04.1918 | VV Eindhoven        | 1:2      | BMT Den Haag           |

## 2. Runde
| Datum      |                        | Ergebnis |                        |
| ---------- | ---------------------- | -------- | ---------------------- |
| 28.04.1918 | NAC Breda              | 4:0      | Avanti Amsterdam       |
| 28.04.1918 | VVA Amsterdam          | 4:0      | Zaanlandsche FC        |
| 28.04.1918 | Hertog Hendrik Arnheim | 1:4      | VOC Rotterdam          |
| 28.04.1918 | Amstel Watergraafsmeer | 0:0      | HVV Den Haag           |
| 28.04.1918 | Stormvogels IJmuiden   | 8:0      | TOGO Den Haag          |
| 28.04.1918 | MVAV Middelburg        | 3:0      | Ajax Amsterdam         |
| 28.04.1918 | PEC Zwolle             | 5:2      | VV De Meeuwen          |
| 28.04.1918 | HVV Tubantia           | 6:0      | ZSC Zwolle             |
| 28.04.1918 | NEC Nijmegen           | 0:2      | MVV Maastricht         |
| 28.04.1918 | RFC Xerxes             | 05:0 1   | EFC Prinses Wilhelmina |
| 28.04.1918 | BMT Den Haag           | 0:4      | VUC Den Haag           |
| 28.04.1918 | ODE Amsterdam          | 3:1      | HVV Hengelo            |
| 28.04.1918 | RC Heemstede           | 4:1      | Dordrechtsche FC       |
| 28.04.1918 | CVV Velocitas Breda    | 05:0 1   | Sportclub Enschede     |
| 28.04.1918 | VV Kinheim             | 0:2      | ZVV Zaandam            |
| 28.04.1918 | VV West Frisia         | 05:0 1   | GVV Unitas             |

## 3. Runde
| Datum      |                      | Ergebnis |                 |
| ---------- | -------------------- | -------- | --------------- |
| 05.05.1918 | VVA Amsterdam        | 5:0      | MVAV Middelburg |
| 05.05.1918 | RC Heemstede         | 2:1      | HVV Tubantia    |
| 05.05.1918 | CVV Velocitas Breda  | 5:1      | RFC Xerxes      |
| 05.05.1918 | NAC Breda            | 2:3      | VOC Rotterdam   |
| 05.05.1918 | MVV Maastricht       | 05:0 1   | VV West Frisia  |
| 05.05.1918 | VUC Den Haag         | 2:3      | HVV Den Haag    |
| 05.05.1918 | Stormvogels IJmuiden | 05:0 1   | PEC Zwolle      |
| 05.05.1918 | ZVV Zaandam          | 1:0      | ODE Amsterdam   |

## Viertelfinale
| Datum      |                      | Ergebnis |               |
| ---------- | -------------------- | -------- | ------------- |
| 09.05.1918 | MVV Maastricht       | 3:1      | ZVV Zaandam   |
| 09.05.1918 | CVV Velocitas Breda  | 4:3      | VOC Rotterdam |
| 09.05.1918 | Stormvogels IJmuiden | 0:3      | RC Heemstede  |
| 09.05.1918 | HVV Den Haag         | 0:2      | VVA Amsterdam |

## Halbfinale
| Datum      |                     | Ergebnis |               |
| ---------- | ------------------- | -------- | ------------- |
| 19.05.1918 | CVV Velocitas Breda | 1:2      | VVA Amsterdam |
| 26.05.1918 | MVV Maastricht      | 1:5      | RC Heemstede  |

## Finale
| VVA Amsterdam                                  | VVA Amsterdam | RC Heemstede | RC Heemstede |
| ---------------------------------------------- | --- | --- | ------------ |
| VVA Amsterdam                                  | \| 9. Juni 1918 in Amsterdam (Het Houten Stadion) \| \| Ergebnis: 1:2 (0:2) \| \| Schiedsrichter: M. Bos \| \| Spielbericht \|                               | \| 9. Juni 1918 in Amsterdam (Het Houten Stadion) \| \| Ergebnis: 1:2 (0:2) \| \| Schiedsrichter: M. Bos \| \| Spielbericht \| | RC Heemstede |
| VVA Amsterdam                                  | W. van Kessel – F. Nieuwenhuis, W. Hazevoet – G. Freis, J v.d. Laan, C. v.d. Laan – N. de Koning, R. Roelfsema, N. van Dam, W. Bloemheuevel, P. Nachtegeller | | RC Heemstede |
| VVA Amsterdam                                  | 1:2 Seemann (47.) | 0:1 W. Bloemheuevel (30.) 0:2 N. de Koning (35.)                                                                               | RC Heemstede |
| 9. Juni 1918 in Amsterdam (Het Houten Stadion) | | |              |
| Ergebnis: 1:2 (0:2)                            | | |              |
| Schiedsrichter: M. Bos                         | | |              |
| Spielbericht                                   | | |              |